# K–560 Szeverodvinszk

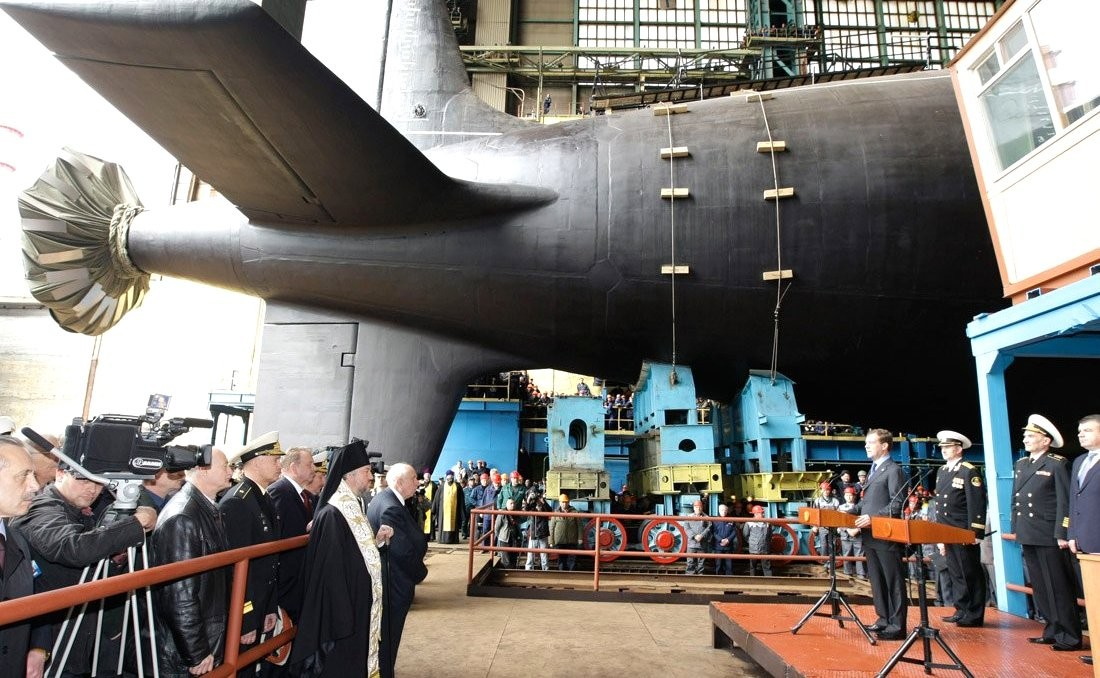
A K–560 Szeverodvinszk vízre bocsátása előtt

A 885-ös tervszámú tengeralattjáró jellegrajza

A K–560 Szeverodvinszk orosz 885-ös tervszámú (Jaszeny osztályú) atommeghajtású robotrepülőgép-hordozó vadásztengeralattjáró. Építése 17 évet vett igénybe.
A hajó terveit a szentpétervári Malahit tervezőiroda dolgozta ki. A 160-as gyári sorozatszámú egység építése 1993-ban kezdődött a szeverodvinszki Szevmas hajógyárban. Az építés utolsó fázisaként az elektromos berendezések és a kábelek beszerelésére 2010 márciusában került sor. A hajó személyzete már 2009 októberében megérkezett Szeverodvinszkbe.
Az építésnek is helyet adó városról, Szeverodvinszkről elnevezett egységet 2010. június 15-én Dmitrij Medvegyev orosz elnök, Anatolij Szergyukov védelmi miniszter és Vlagyimir Viszockij, az Orosz Haditengerészet főparancsnokának a jelenlétében bocsátották vízre. A hajót Tyihon arhangelszki és holmogori pátriárka szentelte fel.
A tengeralattjáró először 2011. szeptember 11-én futott ki a tengeri próbaútra, melyről október 6-án tért vissza. A teszt során számos műszaki probléma merült fel, melyeket a gyártó elkezdett javítani. A legjelentősebb problémák a Kalibr robotrepülőgéppel adódtak. Három tesztindításból egy sikertelen volt. 2012-ben újabb tengeri próbákra került sor a Fehér-tengeren, de a hajó továbbra sem teljesítette a harcászati-műszaki követelményeket. Emiatt hadrendbe állítás előbb 2013 elejére, majd később 2013 második felére csúszott. A Szeverodvinszk 2013. június elején újabb tengeri próbaútra hajózott ki a Fehér-tengerre.